# الساندرو میکله
الساندرو میکله (انگلیسی: Alessandro Michele؛ زادهٔ ۲۵ نوامبر ۱۹۷۲) طراح مد و مدیر اجرایی اهل ایتالیا است، که هم‌اکنون به‌عنوان مدیر نوآوری شرکت گوچی فعالیت می‌کند. وی از سال ۱۹۹۴ میلادی تاکنون مشغول فعالیت بوده‌است.